# Осорно (вулкан)
Вулкан Осо́рно (ісп. Volcán Osorno) — стратовулкан висотою 2 652 м, розташований між провінціями Осорно і Янкіуе, в регіоні Лос-Лаґос в Чилі. Вулкан розташований на південно-східному березі озера Янкіуе. Осорно широко відомий як символ місцевого рельєфу.
| Чилі | Це незавершена стаття з географії Чилі. Ви можете допомогти проєкту, виправивши або дописавши її. |